# Świerczów (województwo podkarpackie)
Świerczów – wieś w Polsce położona w województwie podkarpackim, w powiecie kolbuszowskim, w gminie Kolbuszowa.
Wieś powstała niedługo przed rokiem 1581.
W latach 1975–1998 położona była w województwie rzeszowskim.
Przez wieś przepływa struga Świerczówka, dopływ Przyrwy.
Miejsce urodzenia Stanisława Kałużyńskiego.
Nazwy obiektów fizjograficznych:
- las - Głęboki Potok,
- pole - Dział, Wątoka, Załuże, Zażoga,
- łąka - Stawiska.